# 农村贫困
农村贫困或乡村贫困是指农村地区的貧困，涉及农村社会、农村经济、政治制度等造成贫困的因素。由于农村地区人口分散，基础设施通常维护得较差，农村人进入市场更加困难，而市场往往集中在城镇等人口中心。
农村社区在法律和社会保护方面也存在短板，妇女和边缘化社区经常难以获得土地、教育和其他有助于经济发展的资源。不同发展中国家和发达经济体试验了一些政策，包括农村電氣化、推广互联网等其他技术、推进性别平等，以及改善金融信贷条件、提高收入。
学术研究常将农村贫困与空间不平等结合讨论，此处特指城乡之间的不平等。农村贫困和空间不平等都是全球现象，但与一般贫困一样，发展中国家的农村贫困率高于发达国家。
如何用有效的政策和经济增长消除农村贫困，是国际社会持续面临的难题。根据联合国粮食及农业组织的数据，四分之三的贫困人口生活在农村地区，其中大多数是小农或农业工人，生计严重依赖农业。粮食系统很容易受到极端天气的影响，随着气候变化的加剧，预计天气对世界各地的农业系统的冲击还会增大。
因此，气候危机可能将使农村减贫计划的效果打折扣，加剧农村人口流向城市。可持续发展目标1（消除贫困）设定了解决这些问题的国际目标，并与可持续发展目标2（消除饥饿）中的可持续粮食系统投资密切相关。

## 贫困率
千年发展目标的第一个具体目标是到2015年将极端贫困减少一半，但这一目标未能实现。贫困仍然是农村地区的一个主要问题，世界上大多数贫困人口居住在农村地区。据估计，发展中国家76%的贫困人口生活在农村地区，远高于生活在农村地区的总人口比例（仅为58%）。农村和城市地区之间的差距正在扩大，特别是在许多发展中国家和转型国家。在全球范围内，农村人口和农村地区相对于城市往往处于不利地位，并且农村地区越是偏远，贫困率往往也越高。生活在农村地区的个人获得社会服务的机会往往较少，从而加剧了农村贫困的影响。

## 影响因素

### 缺乏基础设施
农村贫困往往是由于基础设施薄弱，阻碍了发展和流动。农村地区经常没有道路，使农民难以购买农用物资或前往市场销售农产品。没有道路，农村贫困人口将无法接触广阔的城市地区的技术发展和新兴市场。农村中许多人接触媒体和新闻媒体的机会本就有限，基础设施薄弱进一步阻碍了沟通，导致农村贫困人口的社会隔离。这种隔离阻碍了农村与城市社会、既有市场的融合，使之丧失了带来更大的发展和经济保障的机会。此外，农作物生产供水不稳定、不良，甚至没有灌溉系统，也威胁着农业产量。许多贫困农村地区缺乏灌溉系统来储存或抽水，导致农作物减产、就业天数减少、生产力下降。缺乏道路和灌溉系统不足导致许多农村人的工作强度更大。
英国Overseas Development Institute的研究人员进行了文献综述，以评估各类道路对安全的影响之间，以及道路建设对获得健康和教育等服务的影响，特别是在发展中国家的农村地区的脆弱、人口稀少和/或基建不完善的地区。
他们没有发现与道路基础设施对安全产生影响的直接证据，并且此类研究中仅讨论了基础设施发展的理论可能的联系。交通基础设施可能通过各种直接和间接方式影响安全与和平的建设。他们一致认为，基础设施项目在脆弱环境中有三重作用：作为经济复苏和改善服务提供的引擎，作为加强制度建设的一部分，以及稳定社会与建设和平。
他们表示，这些因果关系的证据薄弱，但基础设施发展的某些方面，包括但不限于道路建设，已被证明在脆弱国家是有效的。“社区速效”（Quick Impact）项目尚未被证实在加强脆弱国家和受冲突影响国家的和平建设和安全方面有效。
他们的文献检索提供了一些证据，表明道路建设有时为最弱势、贫困的群体带来了就业机会。他们发现，案例研究表明，道路项目可在脆弱和受冲突影响的地区创造短期就业机会，特别适用于通过社区驱动的项目或特别强调通过参与性方法实现包容性的农村道路建设的项目。这些证据大多仅限于产生的就业小时数或雇用的人数数据上，并且很少包括严格的影响评估。
还有一些证据表明，农村道路建设减少了少数群体的孤立感，并为参与更广泛的经济活动提供了更多机会。然而，这一证据与减少冲突或改善安全没有直接关系。关于贫困和隔离的文献将其定义为道路建设通过改善进入农资和农产品市场、获得教育和医疗服务以及获得劳动机会的方式，来减少贫困。
大多数定性证据表明，农村道路建设或维护对公共服务的提供有积极影响。一般来说，农村道路的发展可以改善用户和供应商的通行条件。这是由于通勤时间和交通成本的减少而发生的，但这些好处往往不成比例地为有影响力和受过良好教育的人带来。农村社区往往非常重视道路建设，认为道路可以改善进入市场、卫生和教育设施的机会。

### 地理阻隔
贫困经常是地理障碍的结果。一些地方的地理条件恶劣，在当地几乎无法发展，不仅生活在那里的人们无法满足他们的基本需求，而且经济较弱国家的政府往往不采取任何措施，对这些地区的发展不感兴趣。因此生活在当地的人们不得不遭受贫困的恶果。大尺度的地理阻隔，如大洋中的偏远岛屿或过小的岛屿和群岛，人口稀少、崎岖、高海拔的山区地形，如喜马拉雅山和安第斯山脉，会对发展构成巨大的障碍，甚至超出了典型的农村贫困状况。

### 难以进入市场
难以进入市场——无论是由于基础设施或生产力薄弱、教育程度有限，还是信息不足——都阻碍了劳动力和资本的获取。许多农村社会鲜有农业以外的就业机会，农业的不稳定性往往导致粮食和收入无保障。农业工人主要集中在自耕农、佃農、非正规的养护人员、农业临时工和牧民等工作岗位。由于无法进入其他劳动力市场，农业工人只得以极低的工资从事农业工作，这些工作往往存在季节性波动，因此没多少收入保障。除了劳动力之外，农村贫困人口往往缺乏进入资本市场和金融机构的机会，从而阻碍他们存下储蓄以及获得用于购买原材料的信贷的能力。加之就业机会稀缺，他们也难以获得信贷和资本，导致农村贫困长期存在。

#### 农村贫困与城市贫困——美国
在美国，农村贫困率比城市地区更高、更持久，农村工人因工资较低和进入薪酬更高的劳动力市场的机会较少而处于不利地位。因此，农村地区就业不足和非正规工作更为普遍，而在找到正规就业的地方，它对消除贫困的缓冲作用较小。因此，美国农村贫困比城市贫困更加持久——美国95%的持续贫困县是农村，而只有2%的持续贫困县是城市。

### 国际贸易的冲击
一些宏观层面的经济变化与空间不平等的加剧有关。大量研究表明，扩大贸易开放等新自由主義政策与农村贫困和空间不平等的高发生率之间存在关联。例如，在中国，贸易扩大开放至少部分解释了城乡差距的扩大；在越南，贸易自由化导致农村地区贫困率上升。两个国家都表明，尽管开放程度和增长程度有所提高，但空间不平等未必会随整体经济增长而缓解。此外，推动出口导向型农业与农村人口粮食安全性下降有关。

### 教育和社会服务不足
许多农村社会缺乏受教育机会，提高个人技能的机会有限，进而阻碍了社會流動。教育水平低、技能少，导致许多农村贫困人口不得不自给自足，或从事不安全的非正规就业，从而使农村贫困状况长期存在。关于健康和营养需求的教育不足常常导致农村贫困人口營養不良。由于道路不完善和信息获取困难而导致的社会隔离，使得农村贫困人口获得（并支付）醫療保健尤其困难，导致健康状况恶化和婴儿死亡率上升。亚洲和非洲的公共教育和卫生服务的城乡差异都十分明显。

## 延伸阅读
- Arcury, Thomas A.; Preisser, John S.; Gesler, Wilbert M.; Powers, James M. . The Journal of Rural Health. January 2005, 21 (1): 31–38. PMID 15667007. doi:10.1111/j.1748-0361.2005.tb00059.x.
- Bern-Klug, Mercedes; Barnes, Nancy D. . Journal of Women & Aging. January 1999, 11 (1): 27–37. PMID 10323044. doi:10.1300/J074v11n01_03.
- Burns, Austra; Bruce, David; Marlin, Amanda.  (PDF). 2013: 1–89  [2023-06-24]. （原始内容存档 (PDF)于2023-03-09）. Prepared for the Rural Secretariat, Agriculture and Agri-Food Canada, Government of Canada.
- Daneman, N.; Lu, H.; Redelmeier, D. . Journal of Hospital Infection. July 2010, 75 (3): 188–194. PMID 20435375. doi:10.1016/j.jhin.2010.01.029.
- Yin, Jan; Quan, Hude; Cujec, Bibiana; Johnson, David. . Journal of Cardiac Failure. August 2003, 9 (4): 278–285. PMID 13680548. doi:10.1054/jcaf.2003.43.
- Menec, Verena H.; Nowicki, Scott; Kalischuk, Alison. . Rural and Remote Health. 2010, 10 (1): 1281–1295  [2023-06-24]. PMID 20095758. （原始内容存档于2016-06-04）.
- Mitton, Craig; O'Neil, David; Simpson, Liz; Hoppins, Yvonne; Harcus, Sue.  (PDF). Canadian Journal of Rural Medicine. Fall 2007, 12 (4): 208–216  [June 17, 2015]. PMID 18076814. （原始内容 (PDF)存档于June 17, 2015）.
- Saposnik, G.; Jeerakathil, T.; Selchen, D.; Baibergenova, A.; Hachinski, V.; Kapral, M. . Stroke. Fall 2007, 39 (12): 3360–3366. PMID 18772443. doi:10.1161/STROKEAHA.108.521344 .